# Under Secretary of State for Public Diplomacy and Public Affairs
Der Under Secretary for Public Diplomacy and Public Affairs ist ein Amt im Außenministerium der Vereinigten Staaten.
Der protokollarische Rang entspricht dem eines Abteilungsleiters im deutschen Auswärtigen Amt.

## Geschichte des Amtes

Organigramm: Die administrative Gliederung des Außenministeriums (englisch)

Die Position des Under Secretary for Public Diplomacy and Public Affairs wurde am 1. Oktober 1999 durch das Gesetz zur Reform und Umstrukturierung auswärtiger Beziehungen (Foreign Affairs Reform and Restructuring Act of 1998) geschaffen. Durch dieses Gesetz wurde die Zahl der United States Under Secretary of State von fünf auf sechs erhöht. Durch den als Konsolidierungsgesetz für außenpolitische Behörden (Foreign Affairs Agencies Consolidation Act of 1998) bekannten Unterabschnitt A dieses Gesetzes wurden die bis dahin eigenständigen Behörden USIA (US Information Agency) und die Waffenkontroll- und Abrüstungsbehörde ACDA (Arms Control and Disarmament Agency) aufgelöst und in das Außenministerium eingegliedert, wobei die Aufgaben der USIA durch den neugeschaffenen Bereich des Under Secretary for Public Diplomacy and Public Affairs übernommen wurden.
Der Under Secretary for Public Diplomacy and Public Affairs ist als Leiter der Abteilung öffentliche Diplomatie und öffentliche Angelegenheiten dafür verantwortlich, die sogenannte „Public Diplomacy“ mit den sogenannten „Public Affairs“ und der traditionellen Diplomatie praktisch zu verbinden, um dadurch die Interessen und die Sicherheit der USA praktisch zu fördern. Zu seinem Zuständigkeitsbereich gehören der Leiter der Unterabteilung für Bildung und kulturelle Angelegenheiten ECA (Assistant Secretary of State for Educational and Cultural Affairs), der Leiter der Unterabteilung für Öffentliche Angelegenheiten PA (Assistant Secretary of State for Public Affairs) sowie der Leiter der Unterabteilung für internationale Informationsprogramme IIP (Assistant Secretary of State for International Information Programs). Des Weiteren unterstehen ihm das Büro für Politische Inhalte, Planung und Ressourcen R/PPR (Office of Policy, Planning and Resources) sowie das Globale Einsatzzentrum GEC (Global Engagement Center). Letzteres war vor seiner Schließung im Jahre 2025 umbenannt worden in Counter Foreign Information Manipulation and Interference (R-FIMI) office.

## Liste derUnder Secretaries of State for Public Diplomacy and Public Affairs
| Name                           | Beginn der Amtszeit | Ende der Amtszeit  | Amtierender US-Präsident |
| ------------------------------ | ------------------- | ------------------ | ------------------------ |
| Evelyn S. Lieberman            | 1. Oktober 1999     | 19. Januar 2001    | Bill Clinton             |
| Charlotte Beers                | 2. Oktober 2001     | 28. März 2003      | George W. Bush           |
| Margaret D. Tutwiler           | 16. Dezember 2003   | 30. Juni 2004      | George W. Bush           |
| Karen Hughes                   | 9. September 2005   | 14. Dezember 2007  | George W. Bush           |
| James K. Glassman              | 10. Juni 2008       | 15. Januar 2009    | George W. Bush           |
| Judith McHale                  | 26. Mai 2009        | 1. Jul 2011        | Barack Obama             |
| Kathleen Stephens              | 6. Februar 2012     | 4. April 2012      | Barack Obama             |
| Tara Sonenshine                | 5. April 2012       | 1. Juli 2013       | Barack Obama             |
| Richard Stengel                | 11. Februar 2014    | 2016               | Barack Obama             |
| Bruce Wharton (kommissarisch)  | 8. Dezember 2016    | Juli 2017          | Barack Obama             |
| Irwin Goldstein                | 4. Dezember 2017    | 13. März 2018      | Donald Trump             |
| Heather Nauert                 | 13. März 2018       | 10. Oktober 2018   | Donald Trump             |
| Michelle Giuda (kommissarisch) | 5. Februar 2019     | 3. März 2020       | Donald Trump             |
| Ulrich Brechbuhl               | 3. März 2020        | 28. September 2020 | Donald Trump             |
| Nilda Pedrosa                  | 28. September 2020  | 20. Januar 2021    | Donald Trump             |
| Jennifer Hall Godfrey          | 20. Januar 2021     | 1. April 2021      | Joe Biden                |
| Elizabeth M. Allen             | 1. April 2021       |                    | Joe Biden                |